# Fiorentina Women's Football Club 2018-2019
Questa voce raccoglie le informazioni riguardanti la Società Sportiva Dilettantistica Fiorentina Women's Football Club nelle competizioni ufficiali della stagione 2018-2019.

## Stagione
La Fiorentina ha preso il via della stagione 2018-2019 da campione in carica in Coppa Italia, e quindi disputerà la finale di Supercoppa italiana. Dal terzo piazzamento in campionato, prende parte alla Champions League, partendo dai sedicesimi di finale.
Il 13 ottobre 2018 ha vinto la Supercoppa italiana per la prima volta nella sua storia, grazie alla rete realizzata da Ilaria Mauro nel secondo tempo della sfida contro la Juventus.

## Organigramma societario
Area tecnica
- Allenatore: Antonio Cincotta
- Preparatore dei portieri: Nicola Melani
- Preparatore atletico: Fabio Barducci
- Collaboratore tecnico: Marco Merola
- Responsabile scientifico: Cristina Scaletti
- Medico sociale: Alice Bartolini
- Fisioterapista: Nadia Bagnoli
- Team Manager: Tamara Gomboli

## Rosa
Rosa, numerazione e ruoli, tratti dal sito ufficiale della società e sito UEFA.com, sono aggiornati al 10 settembre 2018.
| N. |                     | Ruolo | Calciatrice        |
| -- | ------------------- | ----- | ------------------ |
| 2  | Italia (bandiera)   | P     | Francesca Durante  |
| 3  | Italia (bandiera)   | D     | Alia Guagni        |
| 4  | Belgio (bandiera)   | D     | Heleen Jaques      |
| 5  | Italia (bandiera)   | D     | Alice Tortelli     |
| 6  | Germania (bandiera) | C     | Stephanie Breitner |
| 7  | Italia (bandiera)   | C     | Greta Adami        |
| 8  | Italia (bandiera)   | C     | Alice Parisi       |
| 9  | Italia (bandiera)   | A     | Ilaria Mauro       |
| 10 | Italia (bandiera)   | A     | Tatiana Bonetti    |
| 11 | Italia (bandiera)   | C     | Valery Vigilucci   |
| 14 | Italia (bandiera)   | C     | Michela Catena     |
| 15 | Italia (bandiera)   | D     | Chiara Ripamonti   |
| 18 | Grecia (bandiera)   | A     | Sofia Kongoulī     |
| 19 | Italia (bandiera)   | A     | Patrizia Caccamo   |
| 20 | Italia (bandiera)   | A     | Isotta Nocchi      |

| N. |                     | Ruolo | Calciatrice          |
| -- | ------------------- | ----- | -------------------- |
| 21 | Italia (bandiera)   | D     | Eleonora Binazzi     |
| 22 | Italia (bandiera)   | C     | Azzurra Corazzi      |
| 23 | Italia (bandiera)   | P     | Noemi Fedele         |
| 24 | Belgio (bandiera)   | D     | Davina Philtjens     |
| 25 | Italia (bandiera)   | A     | Danila Zazzera       |
| 26 | Scozia (bandiera)   | A     | Lana Clelland        |
| 28 | Italia (bandiera)   | A     | Margherita Monnecchi |
| 29 | Italia (bandiera)   | C     | Marta Morreale       |
| 33 | Italia (bandiera)   | D     | Martina Fusini       |
| 34 | Francia (bandiera)  | D     | Laura Agard          |
| 39 | Bulgaria (bandiera) | C     | Liljana Kostova      |
| 87 | Svezia (bandiera)   | P     | Stéphanie Öhrström   |
|    | Italia (bandiera)   | C     | Emma Severini        |
|    | Albania (bandiera)  | A     | Greis Domi           |

## Calciomercato

### Sessione estiva
| Acquisti | Acquisti           | Acquisti       | Acquisti      |
| R.       | Nome               | da             | Modalità      |
| -------- | ------------------ | -------------- | ------------- |
| D        | Laura Agard        | Montpellier    | definitivo    |
| D        | Eleonora Binazzi   | Arezzo         | fine prestito |
| D        | Martina Fusini     | Empoli         | fine prestito |
| D        | Davina Philtjens   | Ajax           | definitivo    |
| D        | Heleen Jaques      | Anderlecht     | definitivo    |
| C        | Stephanie Breitner | Hoffenheim     | definitivo    |
| C        | Michela Catena     |                | svincolata    |
| C        | Liljana Kostova    | AGSM Verona    | definitivo    |
| C        | Giulia Orlandi     | Empoli         | fine prestito |
| A        | Lana Clelland      | Tavagnacco     | definitivo    |
| A        | Isotta Nocchi      | Florentia S.G. | fine prestito |
| A        | Sofia Kongoulī     | AGSM Verona    | definitivo    |

| Cessioni | Cessioni                 | Cessioni        | Cessioni   |
| R.       | Nome                     | a               | Modalità   |
| -------- | ------------------------ | --------------- | ---------- |
| D        | Elena Linari             | Atlético Madrid | definitivo |
| D        | Elisa Bartoli            | Roma            | definitivo |
| C        | Marta Carissimi          | Milan           | definitivo |
| C        | Précillia Rinaldi        | Orleans         | definitivo |
| C        | Océane Daniel            | Rodez           | definitivo |
| C        | Sigrún Ella Einarsdóttir | Stjarnan        | definitivo |
| C        | Giulia Orlandi           | Florentia S.G.  | definitivo |
| A        | Ellie Brazil             | Brighton & Hove | definitivo |
| A        | Danila Zazzera           | Florentia S.G.  | prestito   |

### Sessione invernale
| Acquisti | Acquisti       | Acquisti       | Acquisti      |
| R.       | Nome           | da             | Modalità      |
| -------- | -------------- | -------------- | ------------- |
| A        | Danila Zazzera | Florentia S.G. | fine prestito |

| Cessioni | Cessioni         | Cessioni       | Cessioni   |
| R.       | Nome             | a              | Modalità   |
| -------- | ---------------- | -------------- | ---------- |
| C        | Greis Domi       | Roma CF        | prestito   |
| A        | Patrizia Caccamo | Mozzanica      | definitivo |
| A        | Isotta Nocchi    | Florentia S.G. | prestito   |

## Risultati

### Serie A

#### Girone di andata
| Arbitro: | Andrea Bianchini (Perugia) |

|                                                                             |           |               |
| Guagni 22’ Mauro 29’ Kostova 57’ Bonetti 65’ (rig.) Nocchi 88’ Clelland 89’ | Marcatori | 81’ Anghileri |

| Arbitro: | Campagnolo (Bassano del Grappa) |

|                               |           |                                  |
| Sabatino 4’, 34’ Giacinti 17’ | Marcatori | 29’ Mauro 76’ (aut.) Alborghetti |

| Arbitro: | Luca Zucchetti (Foligno) |

|                                                                          |           |  |
| Mauro 40’, 63’ Adami 51’, 89’ Bonetti 53’, 85’ Guagni 72’ Kongoulī 90+5’ | Marcatori |  |

| Arbitro: | Matteo Dallapiccola (Trento) |

|  |           |                                         |
|  | Marcatori | 20’, 53’, 65’ Bonetti 28’, 40’ Clelland |

| Arbitro: | Luca Zucchetti (Foligno) |

|  |           |                 |
|  | Marcatori | 26’, 73’ Guagni |

| Arbitro: | Luca Bergamin (Castelfranco Veneto) |

|                          |           |  |
| Philtjens 32’ Guagni 76’ | Marcatori |  |

| Arbitro: | Valentina Finzi (Foligno) |

|                   |           |                                                              |
| Baldi 71’ Rus 73’ | Marcatori | 28’, 78’, 90+1’ Clelland 38’ Mauro 40’ Vigilucci 63’ Bonetti |

| Arbitro: | Mattia Caldera (Como) |

|  |           |                         |
|  | Marcatori | 9’ Girelli 65’ Bonansea |

| Arbitro: | Ivan Catallo (Frosinone) |

|  |           |                                      |
|  | Marcatori | 36’, 38’ Clelland 44’ (aut.) Rodella |

| Arbitro: | Matteo Centi (Viterbo) |

|                                                                      |           |  |
| Breitner 5’ Vigilucci 14’ Clelland 21’, 33’ Parisi 52’ Philtjens 72’ | Marcatori |  |

| Roma 23 dicembre 2018, ore 12:30 CET 11ª giornata | Roma                     | 0 – 0 referto | Fiorentina | Stadio Tre Fontane\| Arbitro: \| Tommaso Zamagni (Cesena) \| |
| Arbitro:                                          | Tommaso Zamagni (Cesena) |               |            |                                                              |

#### Girone di ritorno
| Arbitro: | Francesco Croce (Novara) |

|  |           |                                                  |
|  | Marcatori | 14’, 23’, 46’ Mauro 54’, 80’ Guagni 64’ Clelland |

| Arbitro: | Michele Delrio (Reggio Emilia) |

|                                               |           |  |
| Parisi 35’ (rig.) Bonetti 53’, 75’ Guagni 78’ | Marcatori |  |

| Arbitro: | Stefano Campagnolo (Bassano del Grappa) |

|  |           |                           |
|  | Marcatori | 32’ Zazzera 80’ Vigilucci |

| Arbitro: | Giacomo Monaco (Termoli) |

|                    |           |  |
| Philtjens 51’, 72’ | Marcatori |  |

| Arbitro: | Andrea Bianchini (Perugia) |

|                                                      |           |               |
| Bonetti 9’ Vigilucci 32’ (rig.) Mauro 37’ Guagni 60’ | Marcatori | 40’ Cambiaghi |

| Arbitro: | Carlo Rinaldi (Bassano del Grappa) |

|  |           |            |
|  | Marcatori | 7’ Bonetti |

| Arbitro: | Jacopo Pascariello (Lecce) |

|                                 |           |  |
| Jaques 62’ Catena 80’ Mauro 84’ | Marcatori |  |

| Arbitro: | Davide Di Marco (Ciampino) |

|              |           |  |
| Pedersen 84’ | Marcatori |  |

| Arbitro: | Marco Sicurello (Seregno) |

|                                              |           |                 |
| Vigilucci 5’ Jaques 15’ Guagni 35’ Mauro 79’ | Marcatori | 13’, 22’ Nocchi |

| Arbitro: | Daniele Virgilio (Trapani) |

|  |           |                            |
|  | Marcatori | 41’ Clelland 71’ Vigilucci |

| Arbitro: | Gabriele Scatena (Avezzano) |

|                                  |           |             |
| Mauro 30’ Vigilucci 90+1’ (rig.) | Marcatori | 43’ Pugnali |

### Coppa Italia
| Arbitro: | Madonia (Palermo) |

|                       |           |                       |
| Salvatori Rinaldi 16’ | Marcatori | 14’ Mauro 37’ Bonetti |

| Arbitro: | Virgilio (Trapani) |

|  |           |                                                                |
|  | Marcatori | 28’, 35’ (rig.) Bonetti 43’, 65’ Clelland 75’, 90+3’ Vigilucci |

| Arbitro: | Gasperotti (Rovereto) |

|                   |           |           |
| Kongoulī 14’, 70’ | Marcatori | 25’ Baldi |

| Arbitro: | Nicolini (Brescia) |

|                      |           |             |
| Serturini 83’ (rig.) | Marcatori | 80’ Bonetti |

| Arbitro: | Catanoso (Reggio Calabria) |

|                        |           |  |
| Bonetti 24’ Parisi 48’ | Marcatori |  |

| Arbitro: | Costanza (Agrigento) |

|             |           |                       |
| Bonetti 74’ | Marcatori | 8’ Ekroth 32’ Cernoia |

### UEFA Women's Champions League
| Arbitro: | Ivana Martinčić |

|               |           |  |
| Mauro 9’, 63’ | Marcatori |  |

| Arbitro: | Désirée Grundbacher |

|  |           |                   |
|  | Marcatori | 15’, 25’ Clelland |

| Arbitro: | Stéphanie Frappart |

|                  |           |  |
| Carney 9’ (rig.) | Marcatori |  |

| Arbitro: | Lina Lehtovaara |

|  |           |                                                                 |
|  | Marcatori | 24’ Spence 38’, 53’ (rig.), 63’ Kirby 57’ Cuthbert 67’ Bachmann |

### Supercoppa italiana
| Arbitro: | Michele Delrio (Reggio Emilia) |

|  |           |           |
|  | Marcatori | 68’ Mauro |

## Statistiche

### Statistiche di squadra
| Competizione        | Punti | In casa | In casa | In casa | In casa | In casa | In casa | In trasferta | In trasferta | In trasferta | In trasferta | In trasferta | In trasferta | Totale | Totale | Totale | Totale | Totale | Totale | DR  |
| Competizione        | Punti | G       | V       | N       | P       | Gf      | Gs      | G            | V            | N            | P            | Gf           | Gs           | G      | V      | N      | P      | Gf     | Gs     | DR  |
| ------------------- | ----- | ------- | ------- | ------- | ------- | ------- | ------- | ------------ | ------------ | ------------ | ------------ | ------------ | ------------ | ------ | ------ | ------ | ------ | ------ | ------ | --- |
| Serie A             | 55    | 11      | 10      | 0       | 1       | 41      | 7       | 11           | 8            | 1            | 2            | 29           | 6            | 22     | 18     | 1      | 3      | 70     | 13     | +57 |
| Coppa Italia        | -     | 2       | 2       | 0       | 0       | 4       | 1       | 3            | 2            | 1            | 0            | 9            | 2            | 6      | 4      | 1      | 1      | 14     | 5      | +9  |
| Supercoppa italiana | -     | -       | -       | -       | -       | -       | -       | -            | -            | -            | -            | -            | -            | 1      | 1      | 0      | 0      | 1      | 0      | +1  |
| Champions League    | -     | 2       | 1       | 0       | 1       | 2       | 6       | 2            | 1            | 0            | 1            | 2            | 1            | 4      | 2      | 0      | 2      | 4      | 7      | -3  |
| Totale              | -     | 15      | 13      | 0       | 2       | 47      | 14      | 16           | 11           | 2            | 3            | 40           | 9            | 33     | 25     | 2      | 6      | 89     | 25     | +64 |

### Andamento in campionato
| Giornata  | 1 | 2 | 3 | 4 | 5 | 6 | 7 | 8 | 9 | 10 | 11 | 12 | 13 | 14 | 15 | 16 | 17 | 18 | 19 | 20 | 21 | 22 |
| --------- | - | - | - | - | - | - | - | - | - | -- | -- | -- | -- | -- | -- | -- | -- | -- | -- | -- | -- | -- |
| Luogo     | C | T | C | T | T | C | T | C | T | C  | T  | T  | C  | T  | C  | C  | T  | C  | T  | C  | T  | C  |
| Risultato | V | P | V | V | V | V | V | P | V | V  | N  | V  | V  | V  | V  | V  | V  | V  | P  | V  | V  | V  |
| Posizione | 1 | 4 | 5 | 5 | 4 | 3 | 3 | 3 | 3 | 3  | 3  | 3  | 3  | 3  | 3  | 2  | 2  | 2  | 2  | 2  | 2  | 2  |

Legenda:

Luogo: C = Casa; T = Trasferta. Risultato: V = Vittoria; N = Pareggio; P = Sconfitta.

### Statistiche delle giocatrici
| Giocatore    | Serie A  | Serie A | Serie A     | Serie A    | Coppa Italia | Coppa Italia | Coppa Italia | Coppa Italia | Supercoppa italiana | Supercoppa italiana | Supercoppa italiana | Supercoppa italiana | Champions League | Champions League | Champions League | Champions League | Totale   | Totale | Totale      | Totale     |
| Giocatore    | Presenze | Reti    | Ammonizioni | Espulsioni | Presenze     | Reti         | Ammonizioni  | Espulsioni   | Presenze            | Reti                | Ammonizioni         | Espulsioni          | Presenze         | Reti             | Ammonizioni      | Espulsioni       | Presenze | Reti   | Ammonizioni | Espulsioni |
| ------------ | -------- | ------- | ----------- | ---------- | ------------ | ------------ | ------------ | ------------ | ------------------- | ------------------- | ------------------- | ------------------- | ---------------- | ---------------- | ---------------- | ---------------- | -------- | ------ | ----------- | ---------- |
| G. Adami     | 21       | 2       | 4           | 0          | 6            | 0            | 1            | 0            | 1                   | 0                   | 0                   | 0                   | 3                | 0                | 0                | 0                | 31       | 2      | 5           | 0          |
| L. Agard     | 19       | 0       | 2           | 0          | 6            | 0            | 0            | 0            | 1                   | 0                   | 0                   | 0                   | 4                | 0                | 0                | 0                | 30       | 0      | 2           | 0          |
| E. Binazzi   | -        | -       | -           | -          | 1            | 0            | 0            | 0            | -                   | -                   | -                   | -                   | -                | -                | -                | -                | 1        | 0      | 0           | 0          |
| T. Bonetti   | 20       | 11      | 0           | 1          | 5            | 6            | 0            | 0            | 1                   | 0                   | 0                   | 0                   | 4                | 0                | 0                | 0                | 30       | 17     | 0           | 1          |
| S. Breitner  | 20       | 1       | 1           | 0          | 5            | 0            | 0            | 0            | 1                   | 0                   | 0                   | 0                   | 4                | 0                | 1                | 0                | 30       | 1      | 2           | 0          |
| P. Caccamo   | 5        | 0       | 0           | 0          | -            | -            | -            | -            | 1                   | 0                   | 0                   | 0                   | 3                | 0                | 0                | 0                | 9        | 0      | 0           | 0          |
| M. Catena    | 13       | 1       | 0           | 0          | 5            | 0            | 2            | 0            | -                   | -                   | -                   | -                   | -                | -                | -                | -                | 18       | 1      | 2           | 0          |
| L. Clelland  | 17       | 12      | 2           | 0          | 4            | 2            | 0            | 0            | 1                   | 0                   | 1                   | 0                   | 4                | 2                | 0                | 0                | 26       | 16     | 3           | 0          |
| A. Corazzi   | 0        | 0       | 0           | 0          | 0            | 0            | 0            | 0            | -                   | -                   | -                   | -                   | -                | -                | -                | -                | 0        | 0      | 0           | 0          |
| F. Durante   | 8        | -6      | 0           | 0          | 2            | -1           | 0            | 0            | -                   | -                   | -                   | -                   | 0                | 0                | 0                | 0                | 10       | -7     | 0           | 0          |
| N. Fedele    | 0        | 0       | 0           | 0          | 1            | 0            | 0            | 0            | 0                   | 0                   | 0                   | 0                   | 0                | 0                | 0                | 0                | 1        | 0      | 0           | 0          |
| M. Fusini    | 8        | 0       | 1           | 0          | 2            | 0            | 0            | 0            | 0                   | 0                   | 0                   | 0                   | 0                | 0                | 0                | 0                | 10       | 0      | 1           | 0          |
| A. Guagni    | 20       | 10      | 1           | 0          | 5            | 0            | 0            | 0            | 1                   | 0                   | 0                   | 0                   | 4                | 0                | 1                | 0                | 30       | 10     | 2           | 0          |
| H. Jaques    | 15       | 2       | 1           | 0          | 3            | 0            | 0            | 0            | 0                   | 0                   | 0                   | 0                   | 2                | 0                | 0                | 0                | 20       | 2      | 1           | 0          |
| S. Kongoulī  | 10       | 1       | 0           | 0          | 2            | 2            | 0            | 0            | -                   | -                   | -                   | -                   | 2                | 0                | 0                | 0                | 14       | 3      | 0           | 0          |
| L. Kostova   | 2        | 1       | 0           | 0          | -            | -            | -            | -            | 1                   | 0                   | 0                   | 0                   | 2                | 0                | 0                | 0                | 5        | 1      | 0           | 0          |
| I. Mauro     | 21       | 12      | 2           | 0          | 4            | 1            | 1            | 0            | 1                   | 1                   | 0                   | 0                   | 4                | 2                | 0                | 0                | 30       | 16     | 3           | 0          |
| M. Monnecchi | 1        | 0       | 0           | 0          | -            | -            | -            | -            | -                   | -                   | -                   | -                   | -                | -                | -                | -                | 1        | 0      | 0           | 0          |
| M. Morreale  | -        | -       | -           | -          | 1            | 0            | 0            | 0            | -                   | -                   | -                   | -                   | -                | -                | -                | -                | 1        | 0      | 0           | 0          |
| I. Nocchi    | 5        | 1       | 0           | 0          | 0            | 0            | 0            | 0            | 0                   | 0                   | 0                   | 0                   | 0                | 0                | 0                | 0                | 5        | 1      | 0           | 0          |
| S. Öhrström  | 14       | -7      | 1           | 0          | 3            | -3           | 0            | 0            | 1                   | 0                   | 0                   | 0                   | 4                | -7               | 0                | 0                | 22       | -17    | 1           | 0          |
| A. Parisi    | 18       | 2       | 3           | 0          | 5            | 1            | 1            | 0            | 1                   | 0                   | 1                   | 0                   | 4                | 0                | 0                | 0                | 28       | 3      | 5           | 0          |
| D. Philtjens | 18       | 4       | 5           | 0          | 5            | 0            | 0            | 0            | 1                   | 0                   | 0                   | 0                   | 4                | 0                | 1                | 0                | 28       | 4      | 6           | 0          |
| C. Ripamonti | 5        | 0       | 1           | 0          | 2            | 0            | 0            | 0            | -                   | -                   | -                   | -                   | 0                | 0                | 0                | 0                | 7        | 0      | 1           | 0          |
| E. Severini  | 0        | 0       | 0           | 0          | 1            | 0            | 0            | 0            | -                   | -                   | -                   | -                   | -                | -                | -                | -                | 1        | 0      | 0           | 0          |
| A. Tortelli  | 18       | 0       | 4           | 0          | 5            | 0            | 0            | 0            | 1                   | 0                   | 1                   | 0                   | 4                | 0                | 0                | 0                | 28       | 0      | 5           | 0          |
| V. Vigilucci | 17       | 7       | 0           | 0          | 6            | 2            | 0            | 0            | 1                   | 0                   | 0                   | 0                   | 4                | 0                | 2                | 0                | 28       | 9      | 2           | 0          |
| D. Zazzera   | 3        | 1       | 0           | 0          | 0            | 0            | 0            | 0            | -                   | -                   | -                   | -                   | -                | -                | -                | -                | 3        | 1      | 0           | 0          |